# Campo de Belchite
Campo de Belchite – comarca w Hiszpanii, w Aragonii, w prowincji Saragossa, w obszarze przejściowym pomiędzy górami Iberyjskimi i doliną rzeki Ebro. Stolicą comarki jest Belchite, z 1647 mieszkańcami jest największym miastem comarki. Comarca ma powierzchnię 1043,8 km². Mieszka w niej 5282 obywateli.
Comarca była świadkiem gwałtownych walk w czasie hiszpańskiej wojny domowej (1936–1939) między faszystowskimi oddziałami wspierającymi generała Franco i lojalistami armii Drugiej Republiki Hiszpańskiej.

## Gminy
- Almochuel
- Almonacid de la Cuba
- Azuara
- Belchite
- Codo
- Fuendetodos
- Lagata
- Lécera
- Letux
- Moneva
- Moyuela
- Plenas
- Puebla de Albortón
- Samper del Salz
- Valmadrid